# Anglo American
Anglo American ist ein weltweit agierender Konzern, der Bergbau betreibt und Rohstoffe verarbeitet. Der Hauptsitz des Unternehmens, das in London und Johannesburg börsennotiert ist, befindet sich in London. Das Unternehmen beschäftigt rund 69.000 Mitarbeiter und generiert jährlich einen Umsatz von rund 42 Mrd. US-Dollar. Der Bergbausektor ist vor der Metallveredelung das Kerngeschäft von Anglo American.

## Geschichte
Die Anglo American Corporation wurde 1917 von Sir Ernest Oppenheimer gegründet, um die Goldvorkommen des südafrikanischen East Rand auszuschöpfen. Das Startkapital von einer Million Pfund stammte zum größten Teil von britischen und US-amerikanischen Investoren. Unter dem Vorsitz von Oppenheimer baute Anglo American seine Rolle im Abbau von Gold aus und übernahm 1926 die Aktienmehrheit an De Beers, dem führenden Diamantenabbau-Unternehmen, in welchem Oppenheimer ebenfalls die Position des Vorstandsvorsitzenden einnahm. Anglo American vergrößerte sich in den folgenden Jahren und erweiterte vorhandene Geschäftsfelder. So beteiligte man sich an der Erschließung des sambischen Kupfergürtels, schöpfte die von Hans Merensky entdeckten Platinvorkommen aus und förderte den Aufbau der African Explosives and Chemical Industries (AECI), eine Geschäftssparte, von deren Anteilsmehrheit man sich 2001 trennte.
In den 1940er- und 1950er-Jahren fokussierte sich das Unternehmen auf die Oranje-Freistaat- und Vaal-Reefs-Goldbergwerke. Damit wurde Anglo American zu einer der weltweit führenden Bergbaugesellschaften. Nach dem Tod Oppenheimers übernahm dessen Sohn Harry Oppenheimer den Vorstandsvorsitz. 1961 begann Anglo American mit der Übernahme der Hudson Bay Mining and Smelting Company in Kanada und der Minerals and Resources Corporation (Minorco) sein Engagement außerhalb Afrikas zu verstärken. Durch die Gründung der Mondi Group im Jahre 1967 wurde Anglo American zu einem der größten Papier- und Verpackungsmittelhersteller in Europa.
1975 befanden sich acht Kohlebergwerke im Besitz von Anglo American. Diese wurden im Tochterunternehmen Amcoal (später Anglo Coal) zusammengefasst. Zudem war das Unternehmen maßgeblich am Kohleverladehafen Richards Bay Coal Terminal beteiligt, der Südafrika rasch zu einem der weltgrößten Kohleexporteure aufsteigen ließ. Nachdem Harry Oppenheimer zwischen 1982 und 1984 aus der Führung von Anglo American und De Beers ausschied, übernahmen Gavin Relly und Julian Ogilvie Thompson die Posten der Vorstandsvorsitzenden der jeweiligen Unternehmen. In den 1990er-Jahren folgten weitere Gründungen und Akquisitionen von Bergwerken. In Chile wurden in den Jahren 1993 und 1999 zwei Kupferbergwerke und in Mali das Goldbergwerk Sadiola Hill gegründet. 1997 kaufte Anglo American Kohlebergwerke in Lateinamerika und eröffnete Nickel- und Zinkbergwerke in Venezuela und Irland. Infolge weitflächiger Umstrukturierungen wurden die Firmensitze von Anglo American und Minorco von Luxemburg nach London verlegt und dort die Anglo American plc gegründet. Zugleich wurden Verwaltungs- und technischen Kompetenzen zwischen De Beers und Anglo American aufgeteilt.
Im September 2015 verkaufte Anglo American drei seiner Platinbergwerke bei Rustenburg in Südafrika an Sibanye Gold sowie die Kupferbergwerke Mantoverde und Mantos Blancos in Chile an eine Private-Equity-Gesellschaft.

## Das Unternehmen heute
Anglo American plc. baut über eine Vielzahl von Tochterunternehmen und Unternehmensbeteiligungen Rohstoffe wie Platin, Diamanten, Kupfer, Nickel, Eisenerz und Kohle ab. Zudem betreibt der Konzern Anlagen zur Gewinnung von Mangan und Niob sowie Stahlwerke. Der Papier- und Verpackungshersteller Mondi wurde am 2. Juli 2007 ausgegliedert.
Im Dezember 2015 kündigte das Unternehmen an, wegen der weltweit fallenden Rohstoffpreise etwa 85.000 Mitarbeiter zu entlassen, etwa zwei Drittel aller Mitarbeiter. Ebenfalls werden die Dividenden für die Jahre 2015 und 2016 komplett gestrichen. Aktiva und andere Vermögenswerte werden verkauft und von bisher sechs Divisions genannten Tochterunternehmen sollen künftig drei verbleiben.

### Diamanten
An dem Diamantenförderer De Beers war Anglo American bis August 2012 mit 45 %, die Familie Oppenheimer mit 40 % und der Staat Botswana mit 15 % beteiligt. Seit August 2012 besitzt Anglo American auch den Oppenheimer-Anteil, insgesamt also 85 % an De Beers. Über Beteiligungen an Unternehmen wie Debswana Diamond Company und Namdeb Diamond Corporation erzielt De Beers rund 40 % der Weltförderung und ist damit der weltgrößte Diamantenförderer. Außerdem hat De Beers durch das hauseigene Vermarktungsunternehmen über 50 % Anteil am weltweiten Diamantenhandel.

### Platin
Das Tochterunternehmen Anglo American Platinum fördert, verarbeitet und verkauft Platin und ist mit 38 % der weltweit größte Platinproduzent. Im Besitz des Unternehmens befinden sich fünf Platinbergwerke in Südafrika sowie Schmelzhütten und Raffinerien. Dabei kann es auf die größte bekannte Platinlagerstätte, das Merensky Reef im Bushveld-Komplex in Südafrika, zurückgreifen. Zusätzlich stehen mehrere Platinvorkommen als Reserve zur Verfügung, die es gestatten, für die folgenden Jahre die Platinförderung zu sichern.

### Eisenmetalle
Anglo Ferrous Metals and Industries gewinnt und vertreibt Eisenerz, Chrom, Mangan, Vanadium und Carbonstahl.

### Kohle
Die einhundertprozentige Tochter Anglo Coal betreibt den Kohleabbau. Bergwerke von Anglo Coal befinden sich in Australien, Kolumbien, Venezuela und in Südafrika.

### Buntmetalle und Industriemineralien
Anglo Base Metals bedient die Nachfrage nach Buntmetallen wie Kupfer, Zink, Nickel oder mineralhaltigem Sand. Das Unternehmen ist mit verschiedenen Unternehmensbeteiligungen in Südafrika, Irland, Chile, Peru, Brasilien und Namibia vertreten. Anglo American baut über ein brasilianisches Unternehmen Nickel ab und gewinnt Niob und Phosphate.